# Ilija Kircsev
Ilija Kircsev, bolgárul: Илия Кирчев (Dolni Csiflik, 1932. december 28. – Várna, 1997. szeptember 11.) olimpiai bronzérmes bolgár labdarúgó, hátvéd, edző.

## Pályafutása

### Klubcsapatban
1951 és 1965 között a Szpartak Varna labdarúgója volt. 319 bajnoki mérkőzésen szerepelt, ahol három gólt szerzett.

### A válogatottban
1957 és 1963 között hét alkalommal szerepelt a bolgár válogatottban. Két olimpián vett részt. Az 1956-os melbourne-i olimpián bronzérmes, az 1960-as római játékokon ötödik lett a csapattal.

### Edzőként
1973–74-ben és 1978–79-ben a Szpartak Varna vezetőedzőjeként tevékenykedett.

## Sikerei, díjai
Bulgária
- Olimpiai játékok
  - bronzérmes: 1956, Melbourne

## Statisztika

### Mérkőzései a bolgár válogatottban
| Bulgária | Bulgária             | Bulgária                               | Bulgária      | Bulgária | Bulgária | Bulgária      | Bulgária | Bulgária |
| #        | Dátum                | Helyszín                               | Hazai         | Eredmény | Vendég   | Kiírás        | Gólok    | Esemény  |
| -------- | -------------------- | -------------------------------------- | ------------- | -------- | -------- | ------------- | -------- | -------- |
| 1.       | 1957. június 23.     | Budapest, Népstadion                   | Magyarország  | 4 – 1    | Bulgária | vb-selejtező  | -        |          |
| 2.       | 1959. május 31.      | Belgrád, JNA-stadion                   | Jugoszlávia   | 2 – 0    | Bulgária | NEK-selejtező | -        |          |
| 3.       | 1960. május 22.      | Szófia, Vaszil Levszki Nemzeti Stadion | Bulgária      | 4 – 1    | Belgium  | barátságos    | -        |          |
| 4.       | 1960. június 26.     | Chorzów, Stadion Śląski                | Lengyelország | 4 – 0    | Bulgária | barátságos    | -        | 36'      |
| 5.       | 1962. szeptember 30. | Kielce, Stadion Miejski                | Lengyelország | 2 – 1    | Bulgária | barátságos    | -        |          |
| 6.       | 1962. november 25.   | Szófia, Levszki-stadion                | Bulgária      | 1 – 1    | Ausztria | barátságos    | -        |          |
| 7.       | 1963. május 1.       | Kassa, Štadión na Solovjevovej ulici   | Csehszlovákia | 1 – 2    | Bulgária | barátságos    | -        |          |
|          | Összesen             |                                        |               | 7        | mérkőzés |               | 0        | gól      |